# Campeonato Europeo de Halterofilia de 2026
El CIV Campeonato Europeo de Halterofilia se celebrará en Batumi (Georgia) en el año 2026 bajo la organización de la Federación Europea de Halterofilia (EWF) y la Federación Georgiana de Halterofilia.